# Franciszek Szylchra Trzebiński
Franciszek Szylchra Trzebiński herbu Szreniawa (zm. po 26 marca 1776 roku) – burgrabia krakowski w 1769 roku, członek konfederacji województwa krakowskiego w konfederacji barskiej w 1769 roku.